# Информированное добровольное согласие
Информированное добровольное согласие — доктрина в медицинской этике и медицинском праве, согласно которой для медицинского вмешательства, особенно сопряженного с риском, должно быть получено согласие пациента, являющегося действительным только при соблюдении определенных условий.
Информированное добровольное согласие в настоящее время относят к основным правам пациента (англ. Patients' rights). Такое согласие представляет собой необходимое предварительное условие для проведения предложенного врачом медицинского вмешательства для целей обследования или лечения. Согласие должно быть получено у пациента или его законного представителя. Оно должно быть добровольным, добровольность в данном случае определяется как отсутствие принуждения в таких формах, как угрозы, авторитарное навязывание стороннего мнения, подтасовка информации. Согласие должно основываться на предоставленной в доступной форме обстоятельной информации о предстоящем вмешательстве, вероятных осложнениях, вариантах процедур и условий их оказания. Информированное добровольное согласие выступает механизмом защиты прав как пациента, так и врача.
Информированное добровольное согласие также может быть условием для участия испытуемых в психологическом эксперименте, в клиническом исследовании, или любом другом виде экспериментов над людьми.
Информированное согласие взимается в соответствии с рекомендациями в области медицинской этики и этики исследований.

## История
Бытует мнение, что требование на получение согласия пациента на медицинское вмешательство впервые сформулировано в XVIII веке в Великобритании. Понятие «добровольное согласие» впервые было сформулировано во второй половине 1940-х годов по окончании Нюрнбергского процесса, когда подчёркивалось внимание к добровольному участию испытуемых в медицинских экспериментах. Появление концепции «информированное согласие» многие авторы относят к 1957 году, когда в США после транслюмбальной аортографии пациент оказался обездвижен, он обратился в суд и выиграл иск против врачей: выяснено, что будучи уведомленным о данном осложнении, он бы не дал согласия, таким образом его согласие не было информированным.

## Основные принципы
- Получение до медицинского вмешательства.
- Добровольное получение и возможность отзыва согласия в любое время и без объяснения причин.
- Исчерпывающая информированность.
- Обязательное условие медицинского вмешательства[2].

## Общие положения
О том, что информированное согласие было дано, можно говорить только в случае, когда присутствует чёткое понимание фактов, следствий и последствий действия. Чтобы предоставить информированное согласие, пациент должен обладать достаточной компетентностью и дееспособностью (под дееспособностью в данном контексте подразумевается, согласно формулировке ВОЗ, наличие «физических, эмоциональных и когнитивных способностей принимать решения или совершать целенаправленные действия», а под компетенцией понимается психическая способность «переработать и понять суть информации для принятия на этом основании чётко сформулированных решений»).
Некоторыми учёными оспаривается правомерность получения согласия у лиц, страдающих тяжёлыми психическими расстройствами (такими, как шизофрения, тяжёлая депрессия), поскольку эти расстройства значительно сказываются на когнитивных функциях. Однако было показано, что при изменении формы предъявления информации, необходимой для принятия решения (например, многократное её повторение, предоставление большего количества времени на обдумывание), процент её усвоения практически не отличается от такового у здоровых людей. Лишь в очень тяжёлых случаях (состояния изменённого сознания, острые психозы с выраженной растерянностью или крайней загруженностью психотическими переживаниями, состояния глубокого слабоумия) отношение больного к факту оказания психиатрической помощи установить практически невозможно, поэтому получение согласия в таких случаях следует считать неправомерным.
В ряде стран пациенты, госпитализированные в недобровольном порядке, имеют законодательно закреплённое право отказаться от лечения. Согласно стандартам Европейского комитета по предупреждению пыток и бесчеловечного или унижающего достоинство обращения или наказания, «принудительное помещение лица в психиатрическое учреждение не должно истолковываться как разрешение на проведение лечения без его согласия». В соответствии с принципами ВОЗ, законодательство должно предусматривать проведение всех видов лечения на основе добровольного и информированного согласия; недобровольная госпитализация и недобровольное лечение должны применяться лишь в исключительных случаях и при особых обстоятельствах.
Согласно Принципам защиты психически больных лиц и улучшения психиатрической помощи (документ ООН), лечение без информированного согласия даже в самых тяжёлых случаях, когда пациент не способен дать осознанное согласие, не должно назначаться, если у пациента есть личный представитель, уполномоченный в соответствии с законом давать согласие на лечение за пациента. Однако личный представитель не может дать согласие на применение таких мер, как стерилизация, серьёзное хирургическое вмешательство, психохирургия и другие виды инвазивного и необратимого лечения психического заболевания, клинические опыты и экспериментальные методы лечения. Данные меры могут применяться только добровольно.
В случаях, когда лицу предоставлено недостаточно информации для принятия обоснованного решения, возникают серьезные этические вопросы. Подобные случаи в клинических исследованиях выявляются и предотвращаются Комитетом по Этике или комиссией специалистов.
Шаблоны информированного согласия для использования на практике можно найти на сайте Всемирной Организации Здравоохранения.

### В Российской Федерации
Понятие информированного добровольного согласия впервые в РФ законодательно закреплено принятием «Основ законодательства РФ об охране здоровья граждан» от 22 июля 1993 года № 5487-1. В настоящее время в Российской Федерации информированное добровольное согласие «является необходимым условием оказания медицинской помощи», что закреплено ст. 20 федерального закона от 21 ноября 2011 г. № 323-ФЗ «Об основах охраны здоровья граждан в Российской Федерации», а порядок его получения установлен Приказом Министерства здравоохранения РФ от 20.12.2012 года № 1177н.
Регламентированы случаи медицинского вмешательства без согласия пациента, к ним относят экстренные показания устранения угрозы жизни человека, представление заболеванием опасности для других людей — в этом случае решение принимает консилиум врачей или лечащий врач с обязательным последующим информированием администрации медицинского учреждения и гражданина; также к данному виду относят неотложные действия в отношении лиц, страдающих тяжелыми психическими расстройствами, лиц совершивших общественно опасные деяния по решению суда и при проведении судебно-психиатрической и судебно-медицинской экспертиз.

#### Возрастные и иные особенности
Право на дачу согласия прямо связано с дееспособностью:
- дети до 6 лет полностью недееспособны (ст.28 ГК РФ[15]), согласие за них дают законные представители;
- несовершеннолетние от 6 до 18 лет ограниченно дееспособны (ст.26, 28 ГК РФ[15]), тем не менее с 15 лет, согласно ФЗ «Об основах охраны здоровья граждан в Российской Федерации», имеют право на добровольное информированное согласие на медицинское вмешательство, таким образом с 6 до 15 лет за несовершеннолетнего согласие дают законные представители, с 15 лет до 18 лет — несовершеннолетние самостоятельно, хотя при этом и могут воспользоваться помощью родителей или законных представителей, тем не менее подписывают бланк самостоятельно;
- совершеннолетние граждане дают добровольное информированное согласие самостоятельно;
- совершеннолетние граждане, признанные недееспособными в судебном порядке, дают информированное добровольное согласие через опекунов[16].

В случае отказа законных представителей несовершеннолетнего (до 15 лет), либо законного представителя лица, признанного в установленном порядке недееспособным, от медицинского вмешательства, необходимого для спасения его жизни, медицинская организация имеет право обратиться в суд для защиты интересов такого лица.
При оформлении информированного добровольного согласия дееспособные пожилые люди часто привлекают доверенных лиц (ст. 182, 185 ГК РФ) или попечителей (помощников), исполняющих обязанности в форме патронажа (ст. 41 ГК РФ), но только для помощи, согласие должно даваться пациентом, а не попечителями.
Согласно закону, согласие пациента не требуется в следующих случаях:
- медицинское вмешательство необходимо по экстренным показаниям для устранения угрозы жизни человека, а состояние пациента не позволяет выразить свою волю или отсутствуют законные представители;
- пациент страдает заболеваниями, представляющими опасность для окружающих;
- пациент страдает тяжелыми психическими расстройствами;
- в отношении лиц, совершивших общественно опасные деяния (преступления);
- при проведении судебно-медицинской экспертизы и (или) судебно-психиатрической экспертизы;
- при оказании паллиативной медицинской помощи, если состояние гражданина не позволяет выразить ему свою волю и отсутствует законный представитель.

В таких случаях решение о вмешательстве принимается консилиумом врачей, непосредственно лечащим врачом (в случае невозможности созыва консилиума), врачебной комиссией или судом.

### Евросоюз
Согласно положениям Конвенции о защите прав человека и достоинства человеческого существа в связи с использованием достижений биологии и медицины вмешательство в здоровье может осуществляться только после получения на то свободного, осознанного согласия, основанного на информированности лица, подвергающегося такому вмешательству (ст.ст. 5—10), он заранее информируется о цели и характере вмешательства, возможных последствиях и связанных с ним рисках, пациент также в любое время может отказаться от своего согласия. Этой же Конвенцией предусмотрена непременность соблюдения медицинскими работниками профессиональных норм и обязанностей для максимально полного соблюдения прав пациентов и защиты их законных интересов.

## Отказ от лечения
Особую проблему составляет отказ пациента (или его родителя, опекуна и т. д.) давать согласие на медицинское вмешательство, в том числе и в случае, когда такой отказ может привести к скорой смерти пациента. Согласно законодательству большинства стран, в том числе и России, человек имеет право как на согласие на проведение медицинского вмешательства, так и на отказ от него, и медицинские работники не имеют права оказывать ему медицинскую помощь вопреки его воле, однако в определенных ситуациях возможно лечение против воли человека (принудительные меры медицинского характера). Среди возможных причин — неспособность больного в экстренной ситуации полноценно осознать необходимую для принятия решения информацию и выразить свою волю, или тяжелое психическое расстройство.
Во многих европейских странах и США рутинной практикой являются так называемые «медицинские завещания», в которых люди заранее отказываются от возможности проведения определенных сохраняющих жизнь процедур, например от сердечно-лёгочной реанимации. Тем не менее, даже при наличии такого документа врачи иногда оказываются в сложной ситуации, когда непонятно, как интерпретировать волю пациента. Например — относится ли такое желание только к последствиям хронической болезни или распространяется и на ситуацию автомобильной аварии.

## Конфликты интересов
Давно известной проблемой является возможный конфликт интересов, связанный с деятельностью медицинских учебных заведений, а также учёных-медиков, и ставящий под вопрос полноту информированности и добровольности полученного согласия. Например, в связи с Университетом Калифорнии известно о платежах медикам от компаний, производящих или продающих те устройства и лекарства, которые практикующие врачи и исследователи в дальнейшем рекомендуют пациентам. Роберт Педовиц, бывший глава факультета ортопедической хирургии Калифорнийского университета в Лос-Анджелесе, выразил опасения того, что финансовые конфликты интересов его коллег могут негативно повлиять на лечение пациентов или исследования новых методов лечения. В последовавшем судебном иске Университета против разгласившего эту информацию прессе Педовица, университет выплатил, по соглашению сторон, $10 млн долларов, отказавшись при этом признать нарушения. Организация защиты прав потребителей Consumer Watchdog констатировала, что политика Университета Калифорнии «либо неадекватная, либо недостаточная… Пациенты в больницах Университета Калифорнии заслуживают самые надежные хирургические приборы и медикаменты… и не должны рассматриваться в качестве субъектов в дорогих медицинских экспериментах».
Другие случаи с Университетом Калифорнии, так или иначе затрагивающие вопрос информированного добровольного согласия, касаются изъятия женских яйцеклеток для имплантации другим женщинам без согласия пациента, незаконной продажи пожертвованных трупов экспериментальных инъекций живых бактерий в мозг, что привело к преждевременным смертям.